# Moritzburg
Moritzburg é um município da Alemanha, situado no distrito de Meißen, no estado da Saxônia. Tem 46,37 km² de área, e sua população em 2019 foi estimada em 8.326 habitantes.